# Жан II (Бургундия-Невер)
Жан II Бургундски  (на френски: Jean de Bourgogne; * 1415, Кламси; † 25 септември 1491, Невер) от династията Валоа Бургундия, е от 1464 до 1491 г. граф на Невер, Ретел, Éтамп, и Йо.

## Живот
Син е на граф Филип II от Невер и втората му съпруга Бона Артоа.
Като млад Жан II се бие във войската на братовчед му херцог Филип Добрия от Бургундия в Пикардия (1434), в Кале (1436), в Люксембург (1443) и Фландрия (1453). Той се сражава обаче с неговия син Карл Смели и затова преминава на страната на френския крал Луи XI.
След смъртта на брат му граф Шарл I (1414 – 1464) той става негов наследник на графствата Невер и Ретел.

## Бракове
∞ 1. през 1435 г. в Амиен с Жаклине д’Аили († 1470). Те имат две деца:
- Елизабет Бургундска (1439 – 1483), наследничка на Невер, омъжена на 22 април 1455 за Йохан I херцог на Клеве (1419 – 1481)
- Филип (1446 – 1452 в Брюксел)

∞ 2. на 30 август 1471 г. с Паулине дьо Брос (1450 – 1479). Те имат една дъщеря:
- Шарлота Бургундска (1472 – 1500), графиня на Ретел, ∞ на 11 март 1480 за Жан д’Албре-Орвал

∞ 3. на 11 март 1480 г. с Франсуаз д’Албре (1454 – 1521), сестра на Жан д’Албре-Орвал. Бракът е бездетен.
Той има и няколко извънбрачни деца, които легитимира.